# Gimmigela Čuli

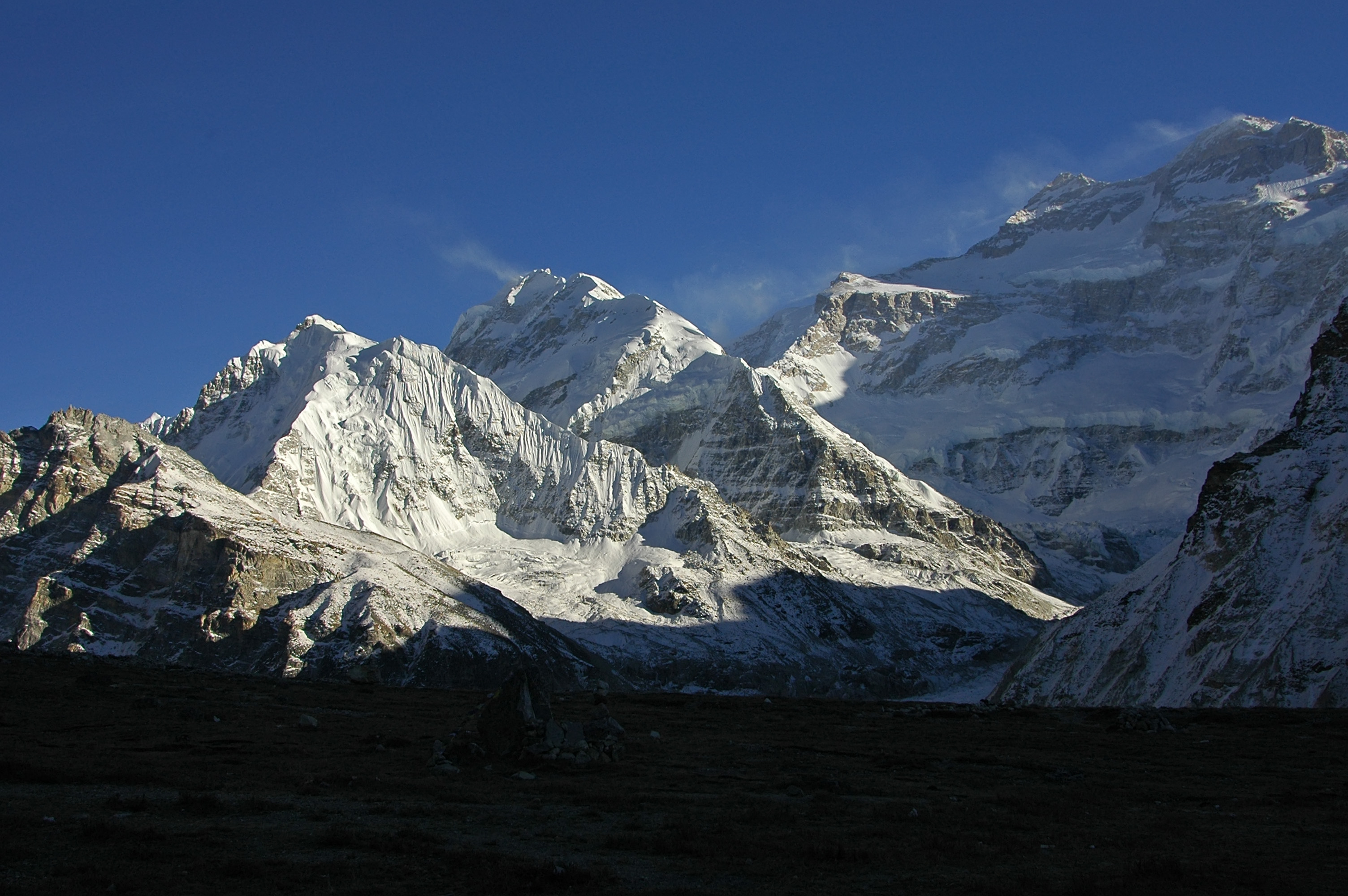
Zleva Taple Shikar (6510 m),Gimmigela Čuli a Kančendženga (8586 m).

Gimmigela Čuli (také Gimmigela Chuli nebo The Twins) je hora vysoká 7 350 m n. m. nacházející se v pohoří Himálaj na hranici mezi Nepálem a Indií. Vrchol leží 4,35 km severně od osmitisícovky Kančendženga.

## Vedlejší vrchol
Severovýchodně od hlavního vrcholu vzdálený 2,05 km se nachází vedlejší vrchol Gimmigela Čuli II. Vrchol je vysoký 7 005 m s prominencí 185 m.

## Prvovýstup
Pokus o prvovýstup 18. října 1994 skončil smrtí horolezce Masanori Sato, který vedl japonskou expedici. Expedice byla po neštěstí ukončena.
O rok později 16. října 1995 Taroh Tanigawa, Koji Nagakubo a Yuichi Yoshida, členové neúspěšného pokusu v roce 1994, dosáhli vrcholu Gimmigela Čuli I.